# Чилоквін (Орегон)
Чилоквін (англ. Chiloquin) — місто (англ. city) в США, в окрузі Клемет штату Орегон. Населення — 767 осіб (2020).

## Географія
Чилоквін розташований за координатами 42°34′35″ пн. ш. 121°52′4″ зх. д. / 42.57639° пн. ш. 121.86778° зх. д. (42.576417, -121.867752).  За даними Бюро перепису населення США в 2010 році місто мало площу 2,12 км², уся площа — суходіл.

### Клімат
| Клімат : Чилоквін       | Клімат : Чилоквін | Клімат : Чилоквін | Клімат : Чилоквін | Клімат : Чилоквін | Клімат : Чилоквін | Клімат : Чилоквін | Клімат : Чилоквін | Клімат : Чилоквін | Клімат : Чилоквін | Клімат : Чилоквін | Клімат : Чилоквін | Клімат : Чилоквін | Клімат : Чилоквін |
| Показник                | Січ.              | Лют.              | Бер.              | Квіт.             | Трав.             | Черв.             | Лип.              | Серп.             | Вер.              | Жовт.             | Лист.             | Груд.             | Рік               |
| Абсолютний максимум, °C | 13,3              | 17,8              | 22,2              | 28,9              | 33,9              | 36,7              | 38,9              | 40,0              | 37,2              | 30,0              | 21,1              | 13,9              | 40,0              |
| Середній максимум, °C   | 3,3               | 5,8               | 9,6               | 13,4              | 18,3              | 23,0              | 27,9              | 27,8              | 24,0              | 17,2              | 7,8               | 3,2               | 15,1              |
| Середній мінімум, °C    | −7,1              | −6,1              | −3,5              | −1,7              | 0,7               | 3,4               | 5,9               | 5,4               | 1,8               | −1,8              | −4,3              | −6,8              | −1,2              |
| Абсолютний мінімум, °C  | −23,9             | −28,3             | −18,3             | −11,1             | −10               | −5                | −2,2              | −3,3              | −9,4              | −17,8             | −21,7             | −27,8             | −28,3             |
| Норма опадів, мм        | 80                | 58                | 52                | 36                | 34                | 18                | 12                | 12                | 14                | 28                | 71                | 100               | 513               |
| Днів з опадами          | 12                | 11                | 11                | 9                 | 7                 | 5                 | 3                 | 3                 | 4                 | 6                 | 12                | 13                | 96,0              |
| ----------------------- | ----------------- | ----------------- | ----------------- | ----------------- | ----------------- | ----------------- | ----------------- | ----------------- | ----------------- | ----------------- | ----------------- | ----------------- | ----------------- |
| Джерело:                |                   |                   |                   |                   |                   |                   |                   |                   |                   |                   |                   |                   |                   |

## Демографія
Згідно з переписом 2010 року, у місті мешкали 734 особи в 281 домогосподарстві у складі 179 родин. Густота населення становила 347 осіб/км².  Було 356 помешкань (168/км²).
Расовий склад населення:
| - 49,2 % — корінних американців - 40,7 % — білих - 0,4 % — азіатів - 0,1 % — чорних або афроамериканців |

До двох чи більше рас належало 9,0 %. Частка іспаномовних становила 6,5 % від усіх жителів.
За віковим діапазоном населення розподілялося таким чином: 27,0 % — особи молодші 18 років, 58,0 % — особи у віці 18—64 років, 15,0 % — особи у віці 65 років та старші. Медіана віку мешканця становила 41,9 року. На 100 осіб жіночої статі у місті припадало 94,7 чоловіків;  на 100 жінок у віці від 18 років та старших — 94,2 чоловіків також старших 18 років.
Середній дохід на одне домашнє господарство  становив 32 627 доларів США (медіана — 28 393), а середній дохід на одну сім'ю — 29 551 долар (медіана — 24 545). За межею бідності перебувало 43,8 % осіб, у тому числі 64,7 % дітей у віці до 18 років та 15,0 % осіб у віці 65 років та старших.
Цивільне працевлаштоване населення становило 209 осіб. Основні галузі зайнятості: роздрібна торгівля — 21,5 %, освіта, охорона здоров'я та соціальна допомога — 17,7 %, виробництво — 15,8 %, мистецтво, розваги та відпочинок — 15,3 %.